# Wheatfield, Indiana
Wheatfield är en ort i Jasper County i delstaten Indiana, USA.